# English Settlement
English Settlement — пятый студийный альбом британской рок-группы XTC. Альбом был выпущен 12 февраля 1982 года лейблом Virgin Records. Он ознаменовал поворот к более пасторальным поп-песням, которые будут доминировать в последующих релизах XTC, с акцентом на акустическую гитару, двенадцатиструнную электрогитару и безладовый бас. В некоторых странах альбом был выпущен синглом с пятью удалёнными треками. Название отсылает к изображению на обложке белой лошади из Уффингтона, к «урегулированию» точек зрения и к той английскости, которую группа, по её мнению, «внесла» в альбом.
XTC записали альбом в студии The Manor Studio в Оксфордшире с продюсером Хью Пэдхамом, звукорежиссёром их предыдущих двух альбомов. По сравнению с предыдущими релизами группы, English Settlement продемонстрировал более сложные и замысловатые аранжировки, более длинные песни, тексты, охватывающие более широкие социальные темы, и более широкий спектр музыкальных стилей. Главный автор песен Энди Партридж был утомлён изнурительным гастрольным режимом, навязанным лейблом и менеджментом, и считал, что поиск звучания, менее подходящего для живых выступлений, поможет снизить давление, связанное с гастролями. С альбома было выпущено три сингла: «Senses Working Overtime», «Ball and Chain» и «No Thugs in Our House».
English Settlement был хорошо принят критиками и до сих пор считается многими лучшим альбомом XTC.[4] Он достиг 5-го места в британском чарте альбомов UK Albums Chart, продержавшись там 11 недель, став единственным альбомом группы, вошедшим в десятку лучших в Великобритании. Он также достиг 48-го места в американском чарте Billboard 200, продержавшись там 20 недель. В поддержку альбома был запланирован международный тур, но он был отменён после нескольких концертов из-за ухудшающегося состояния Партриджа. Популярность XTC в Великобритании пошла на спад, и до конца своей карьеры они оставались исключительно студийной группой. В 2002 году English Settlement занял 46-е место в списке «100 лучших альбомов 1980-х годов» по версии Pitchfork.

## История
К началу 1980-х годов XTC, и особенно фронтмен Энди Партридж, были утомлены изнурительным гастрольным режимом. Во время одного из выступлений в рамках тура Drums and Wires 1979—1980 годов Партридж пережил кратковременную амнезию, забыв песни XTC, а также свою собственную личность. После окончания тура у них было всего несколько недель, чтобы написать свой четвёртый альбом Black Sea. Он был выпущен в сентябре 1980 года и получил признание критиков и достиг 16-го места в Великобритании и 41-го места в США. Аранжировки альбома были написаны с учётом последующих концертных выступлений группы, избегая наложений, если только они не могли быть исполнены вживую.

## Обложка и оформление

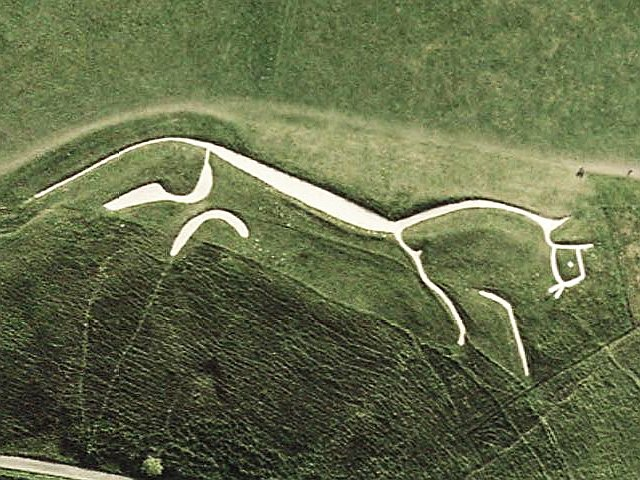
Белая лошадь из Уффингтона, бронзовый век (X век до н. э.)

В основе обложки альбома лежит изображение белой лошади из Уффингтона, расположенной на юго-западе английского графства Оксфордшир, примерно в 13 километрах к востоку от Суиндона, графства Уилтшир, родного города XTC. Группа выбрала это изображение, поскольку оно было ярким историческим символом Англии. Когда они показали его агенту своего американского дистрибьютора, Epic Records, руководитель ответил: «Похоже на утку! Если вам нужна лошадь, мы попросим наших художников её нарисовать!» Затем компания предложила группе иллюстрации мустанга, дикой лошади и человека на карикатуре на английскую деревню. При выпуске в США изображение лошади не было тиснёным, как на оригинальном британском релизе.
Рабочие названия альбома включали «Rogue Soup», «Motorcycle Landscape», «World Colour Banner», «Explosion of Flowers» и «Knights on Fire». Партридж сказал, что в конечном итоге выбор пал на «English Settlement», потому что, по его мнению, «это наша самая английская пластинка». Он пояснил: «Название довольно двусмысленное. … [Лошадь] — это буквально своего рода реклама железного века английского поселения, которое находилось на вершине холма, когда первые поселенцы прибыли в Англию. И это мы живём здесь, обустраиваемся здесь, а также устанавливаем точки зрения, когда у двух людей возникают разногласия или разные взгляды, и они что-то улаживают».

## Отзывы
| Оценки критиков   | Оценки критиков |
| Источник          | Оценка          |
| ----------------- | --------------- |
| Rolling Stone     | [ 12 ]          |
| Smash Hits        | 8½/10           |
| The Village Voice | B+              |
| Sounds            | [ 15 ]          |

Альбом получил положительные отзывы музыкальной критики и интернет-изданий. Парк Путербаг в своей статье для Rolling Stone написал: «XTC снова справились с непростым подвигом — звучать доступно, даже погружаясь в всё более абстрактную и авантюрную область. … Результатом стала программа композиций, которые резонируют с различными видами бодрящей игры слов в джазовой, обкуренной атмосфере». В журнале Heavy Metal Лу Статис написал, что часто применяемый к XTC ярлык «слишком умны для собственного блага» — это «криминальная чушь», и назвал этот альбом их лучшей работой на сегодняшний день.
Джим Фарбер из Creem не согласился с политическими песнями, в частности, с песней «Melt the Guns», и сказал: «Единственная проблема в том, что музыка и вокал Энди Партриджа и Колина Молдинга настолько забавно странные, что они, как правило, сводят на нет суровые тексты. … В целом, XTC, возможно, и не трясутся, не дребезжат и не катятся — но они брызгают, дёргаются и вращаются, и иногда это может помочь вам пережить ночь». Марк Дайтон из The Michigan Daily высказал мнение, что «в альбоме English Settlement на самом деле нет ничего плохого», кроме того, что он «неприятно далёк от их лучших работ». Он похвалил его «лирическую интеллектуальность» и добавил, что большинство песен «значительно выиграли бы от более смелой и прямолинейной атаки».

### Ретроспективные отзывы
| Оценки критиков               | Оценки критиков |
| Источник                      | Оценка          |
| ----------------------------- | --------------- |
| AllMusic                      | [ 20 ]          |
| Chicago Tribune               | [ 21 ]          |
| Encyclopedia of Popular Music | [ 22 ]          |
| Pitchfork                     | 10/10           |
| Q                             | [ 24 ]          |
| The Rolling Stone Album Guide | [ 25 ]          |

English Settlement по-прежнему считается многими критиками лучшим альбомом группы. Крис Дальхен из Pitchfork поставил ремастеру альбома 2001 года высшую оценку, отметив, что музыка хорошо выдержана, и написал: «English Settlement запечатлел этот момент, когда они превращаются из молодой группы в зрелую: это стержень, на котором зиждется вся их карьера, и точка обзора, с которой оба её конца обретают смысл. Он вне времени. Бретт Милано из Boston Herald назвал его „шедевром группы“.
Грег Кот из Chicago Tribune, напротив, счёл альбом чрезмерно длинным: „в нём 15 песен вместо, скажем, десяти лучших“. Крис Вудстра из AllMusic посчитал, что English Settlement скорее переходный альбом, чем что-либо ещё, хотя фактура звучания весьма примечательна и указывает на направление, которое они выберут в своём развитии после гастролей». Роберт Хэм из Stereogum оценил альбом как пятый по счёту лучший в дискографии группы. Он раскритиковал третью сторону винила, назвав её «абсолютно бесполезной», которая могла бы поставить под угрозу альбом, «если бы песни, окружавшие его, не были так чертовски хороши».
Альбом English Settlement занял 884-е место в третьем издании «1000 лучших альбомов всех времён» музыковеда Колина Ларкина (2000). В 2002 году он занял 46-е место в списке «100 лучших альбомов 1980-х» по версии Pitchfork. Его автор Доминик Леоне написал: «Этот двойной альбом стал своего рода звуковым ренессансом. Склонность группы к поп-панчменту постепенно перешла в сторону пасторальной и „артистической“ музыки, хотя эти мелодии вряд ли можно назвать вычурными».

## Список композиций

### Британский двойной альбом (оригинальное издание)
Слова и музыка всех песен — Andy Partridge, кроме указанных (*), где автор Colin Moulding.
| №  | Название                  | Длительность |
| -- | ------------------------- | ------------ |
| 1. | «Runaways» (*)            | 4:34         |
| 2. | «Ball and Chain» (*)      | 4:32         |
| 3. | «Senses Working Overtime» | 4:50         |
| 4. | «Jason and the Argonauts» | 6:07         |

| №  | Название                          | Длительность |
| -- | --------------------------------- | ------------ |
| 1. | «No Thugs in Our House»           | 5:09         |
| 2. | «Yacht Dance»                     | 3:56         |
| 3. | «All of a Sudden (It's Too Late)» | 5:21         |

| №  | Название             | Длительность |
| -- | -------------------- | ------------ |
| 1. | «Melt the Guns»      | 6:34         |
| 2. | «Leisure»            | 5:02         |
| 3. | «It's Nearly Africa» | 3:55         |
| 4. | «Knuckle Down»       | 4:28         |

| №                   | Название                 | Длительность |
| ------------------- | ------------------------ | ------------ |
| 1.                  | «Fly on the Wall» (*)    | 3:19         |
| 2.                  | «Down in the Cockpit»    | 5:27         |
| 3.                  | «English Roundabout» (*) | 3:59         |
| 4.                  | «Snowman»                | 5:03         |
| Общая длительность: | Общая длительность:      | 72:22        |

## Чарты
| Чарт (1982)                                            | Высшая позиция |
| ------------------------------------------------------ | -------------- |
| Австралия (Kent Music Report)                          | 14             |
| Великобритания (UK Albums Chart\|UK Official Charts]]) | 5              |
| США (Billboard 200)                                    | 48             |
| Канада (RPM Top 50)                                    | 15             |